# Bichon Havanais
Bichon havanais (eller havaneseren) er en hunderace. Det er en selskabshund, og den kræver en del opmærksomhed. Bichon havanais har en pels, som kræver en del pleje. Hunderacen kan blive op til 15-16 år og dens tolerance er fra 21-29 cm og er allergivenlig.
Den har små korte ben, og en sort/brun snude.
Racen kommer fra det vestlige Middelhavsområde (primært Italien og Spanien). Den blev herfra medbragt på skibsrejser til Cuba. Racen er derfor også blevet udnævnt til Cubas nationalhund.
Bichon havanaiseren har tendens til tandsten, og kan opleve problemer med tandskiftet. Racen har også tendens til løse knæskaller. Havaneseren kan også opleve øjenproblemer. Bichon Havanaiseren bliver også let køresyg, så husk køkkenrulle og andet til køreturen.[kilde mangler]